# Lưu Thủ Văn
Lưu Thủ Văn (giản thể: 刘守文; phồn thể: 劉守文; bính âm: Liú Shǒuwén, ? - 910) là Nghĩa Xương tiết độ sứ vào cuối thời nhà Đường và đầu thời nhà Hậu Lương. Ông là con của Lữ Long tiết độ sứ Lưu Nhân Cung, song trên thực tế ông tuân theo lệnh của cha. Sau khi Lưu Nhân Cung bị một người con khác là Lưu Thủ Quang lật đổ và quản thúc, Lưu Thủ Văn đã tiến công Lưu Thủ Quang, kết quả bị bắt và bị người em này giết chết.

## Thân thế
Ông nội Lưu Thủ Văn là Lưu Thịnh từng làm quan tại Lư Long quân (trị sở nay thuộc Bắc Kinh), sau lại được Hà Đông tiết độ sứ Lý Khắc Dụng cho cai quản Lư Long vào năm 895, Tuy nhiên, đến năm 897, cha ông là Lưu Nhân Cung ly khai Lý Khắc Dụng và trở thành một tiết độ sứ độc lập. Dường như Lưu Thủ Văn là con trưởng, và nhiều tuổi hơn Lưu Thủ Quang,; ông còn có một em gái được gả cho Thiện Khả Cập (單可及). Một con gái của Lưu Nhân Cung là mẹ của Vương Tư Đồng (王思同).
Hành động đầu tiên của Lưu Thủ Văn được ghi chép xảy ra vào năm 898, khi đó Lưu Nhân Cung tranh chấp quyền buôn bán muối với Nghĩa Xương tiết độ sứ Lư Ngạn Uy (trị sở tại Thương Châu, Hà Bắc). Lưu Nhân Cung đã phái Lưu Thủ Văn đi tiến công trị sở của Nghĩa Xương quân tại Thương châu. Lư Ngạn Uy không thể kháng cự lại cuộc tiến công nên đã bỏ Nghĩa Xương quân và chạy đến Tuyên Vũ quân. Lưu Nhân Cung chiếm được ba châu của Nghĩa Xương là Thương châu, Cảnh châu cho bổ nhiệm Lưu Thủ Văn là Nghĩa Xương lưu hậu. Sau đó, Lưu Nhân Cung thượng biểu cho Đường Chiêu Tông để phong chức tiết độ sứ cho Lưu Thủ Văn, song Đường Chiêu Tông từ chối. Lưu Nhân Cung tức giận và đã nói lời lẽ ngạo mạn với sứ giả của triều đình. Tuy nhiên, Đường Chiêu Tông cuối cùng đã chuẩn thuận việc lập Lưu Thủ Văn làm Nghĩa Xương tiết độ sứ.

## Làm tiết độ sứ

### Thời Đường
Năm 899, Lưu Nhân Cung suất 10 vạn quân Lữ Long và Nghĩa Xương đi chinh phạt, thoạt đầu tiến đến Bối châu (貝州, nay thuộc Hình Đài, Hà Bắc)- thuộc Ngụy Bác (魏博, trị sở nay thuộc Hàm Đan, Hà Bắc). Lưu Nhân Cung chiếm Bối châu và đồ sát người dân tại đây, sau đó tiến về trị sở của Ngụy Bác là Ngụy châu (魏州). Ngụy Bác tiết độ sứ La Thiệu Uy cầu viện Tuyên Vũ tiết độ sứ Chu Toàn Trung, Chu Toàn Trung đã phái các bộ tướng Lý Tư An (李思安) và Trương Tồn Kính (張存敬) tiến quân đến cứu viện. Lưu Nhân Cung nói với Lưu Thủ Văn: "Con dũng mãnh gấp 10 lần Lý Tư An. Đầu tiên hãy bắt bọn chúng, sau đó bắt Thiệu Uy." Lưu Thủ Văn và Đan Khả Cập được cấp 5 vạn tinh binh đến Nội Hoàng đánh Lý Tư An, song rơi vào bẫy của Lý Tư An và thuộc hạ là Viên Tượng Tiên. Ba vạn quân Lữ Long bị giết, trong đó có Đan Khả Cập, Lưu Thủ Văn chạy thoát. Sau đó, liên quân Tuyên Vũ-Ngụy Bác đã phản công, tiến đánh đại quân của Lưu Nhân Cung, Lưu Nhân Cung và Lưu Thủ Văn phải chạy trốn về cố địa.
Năm 900, Chu Toàn Trung phái Cát Tùng Chu thống soái quân của bốn quân (Tuyên Vũ, Ngụy Bác, Thái Ninh, Thiên Bình) tiến công Lưu Nhân Cung. Cát Tùng Chu nhanh chóng chiếm được Đức châu (德州, nay thuộc Đức Châu, Sơn Đông) bao vây Lưu Thủ Văn tại Thương châu. Khi Lưu Nhân Cung cầu viện Lý Khắc Dụng, Lý Khắc Dụng đã phái Chu Đức Uy và Lý Tự Chiêu tiến công vùng Hình Minh nhằm cố gắng phân tán quân Chu Toàn Trung. Khi Lưu Nhân Cung đích thân giao chiến với Cát Tùng Chu nhằm giải vây cho Thương châu, ông đã bị Cát Tùng Chu đánh bại. Tuy nhiên, thời tiết không ủng hộ đội quân bao vây, và khi Thành Đức tiết độ sứ Vương Dung đứng ra điều đình, Cát Tùng Chu đã rút lui.
Năm 906, binh sĩ Ngụy Bác đã tiến hành binh biến dưới sự lãnh đạo của Sử Nhân Ngọ (史仁遇), Sử Nhân Ngộ chiếm cứ Cao Đường (高唐, nay thuộc Liêu Thành, Sơn Đông) và xưng là 'lưu hậu'. Sử Nhân Ngộ cầu viện Hà Đông và Nghĩa Xương, đáp lại, Lưu Thủ Văn tiến công Bối châu và Ký châu (冀州, nay thuộc Hành Thủy, Hà Bắc) của Ngụy Bác. Tuy nhiên, khi quân Tuyên Vũ đến, Lưu Thủ Văn đã triệt thoái.
Cũng vào năm 906, sau khi giúp La Thiệu Uy trấn áp binh biến, Chu Toàn Trung tiến về phía bắc và bao vây Thương châu. Lưu Nhân Cung không thể cứu viện cho Lưu Thủ Văn, vì thế trong thành nhanh chóng cạn kiệt lương thực, khiến người dân phải ăn những thứ dơ bẩn hay ăn thịt đồng loại. Khi Chu Toàn Trung cố gắng thuyết phục Lưu Thủ Văn đầu hàng, Lưu Thủ Văn đã kính cẩn hồi đáp, "Phụ tử tôi là nô bộc ở U châu [(幽州, trị sở Lư Long)]. Lương vương [tức Chu Toàn Trung] đương lấy đại nghĩa phục thiên hạ. Nếu con phản cha và đầu hàng, ngài còn muốn dùng không!", Chu Toàn Trung thấy vậy đã trì hoãn bao vây. Cũng trong năm đó, sau khi hay tin thuộc hạ là Chiêu Nghĩa tiết độ sứ Đinh Hội quy phục Lý Khắc Dụng, Chu Toàn Trung chuẩn bị để triệt thoái khỏi Thương châu. Do Chu Toàn Trung chở quá nhiều lương thực ra mặt trận, vì thế ông ta quyết định đốt cháy hoặc vứt xuống nước chỗ lương thực dư thừa. Lưu Thủ Văn đã viết thư cho Chu Toàn Trung:
Vương nghĩ tới bách tính mà tha tội cho bộc [tức Lưu Thủ Văn], giải vây rút quân, đó là ân huệ của Vương. Trong thành có vài vạn khẩu, đã vài tháng nay không có ăn. Thay vì đốt lương thực thành mây khói, để chìm dưới bùn, xin hãy để phần còn dư cứu tế.

Do lời thỉnh cầu của Lưu Thủ Văn, Chu Toàn Trung đã để lại một số lương thực chưa dùng đến, người dân Thương châu nhờ vậy mà sống sót.

### Thời Hậu Lương
Năm 907, Chu Toàn Trung lập ra nhà Hậu Lương và trở thành Hậu Lương Thái Tổ. Đến cuối năm 907, Lưu Thủ Quang đã tiến hành binh biến, kiểm soát Lữ Long và quản thúc Lưu Nhân Cung, chính thức quy phục Hậu Lương. Khi hay tin, Lưu Thủ Văn tiến hành chiến dịch tiến công Lữ Long, song lâm vào thế bế tắc. Khi các trận chiến đang diễn ra, La Thiệu Uy đã viết một bức thư cho Lưu Thủ Văn để thuyết phục ông quy phục Hậu Lương. Lưu Thủ Văn lo sợ sẽ bị Hậu Lương tiến công nên đã chấp thuận và cử con là Lưu Diên Hựu (劉延祐) đến chỗ triều đình Hậu Lương làm con tin. Hậu Lương Thái Tổ hài lòng và đã ban chức vụ mang tính danh dự là Trung thư lệnh (中書令) cho Lưu Thủ Văn.
Năm 908, Lưu Thủ Văn lại tiến đánh Lưu Thủ Quang, Lưu Thủ Quang cần viện Tấu vương Lý Tồn Úc, Lý Tồn Úc phái binh đến. Sau đó, Lưu Thủ Văn bị Lưu Thủ Quang đẩy lui tại Lô Đài quân (蘆台軍, nay thuộc Thương Châu) và Ngọc Điền (玉田, nay thuộc Đường Sơn, Hà Bắc), và phải triệt thoái.
Vào mùa hè năm 909, Lưu Thủ Văn lại tiến công, lần này ông tặng nhiều vật phẩm cho người Khiết Đan và Thổ Dục Hồn để cùng sát cánh chống Lưu Thủ Quang, hợp được 4 vạn binh. Thoạt đầu, Lưu Thủ Văn đánh bại Lưu Thủ Quang tại Kê Tô (雞蘇, nay thuộc Thiên Tân), song ông lại tuyên bố với binh sĩ "Chớ giết em ta!". Nguyên Hành Khâm thấy vậy thì thay đổi lập trường, bắt giữ Lưu Thủ Văn, sau đó Nghĩa Xương quân thảm bại. Lưu Thủ Quang giam giữ Lưu Thủ Văn và hướng về Thương châu. Các thuộc hạ của Lưu Thủ Văn là Lã Duyện (呂兗) và Tôn Hạc (孫鶴) thoạt đầu ủng hộ con của Lưu Thủ Văn là Lưu Diên Tộ làm soái và bố trí phòng thủ, thậm chí ngay cả sau khi Lưu Thủ Quang giải Lưu Thủ Văn ra trước cổng thành. Vào mùa xuân năm 910, Lưu Diên Tộ đầu hàng, Lưu Thủ Quang lệnh cho con của mình là Lưu Kế Uy (劉繼威) tiếp quản Nghĩa Xương. Ngay sau đó, Lưu Thủ Quang đã cho ám sát Lưu Thủ Văn; đổ tội cho các sát thủ và xử tử những người này.